# Sanne Pluim
Sanne Pluim (Elspeet, 29 augustus 1987) is een Nederlands ex-voetbalster die speelde bij FC Twente.

## Carrière

### Jeugd en Be Quick '28
Pluim werd ontdekt door Mary Kok-Willemsen toen ze in de B-junioren bij VV Elspeet speelde. De trainster van Be Quick '28 haalde haar in 2003 naar Zwolle.
Ze kwam uit voor diverse nationale selecties van het Nederlands vrouwenvoetbalelftal, in haar laatste jaar bij Be Quick ’28 zat ze zelfs bij de A-selectie van Oranje. Tot een debuut is het tot heden echter nog niet gekomen.

### FC Twente
Voor het seizoen 2007/08 was Pluim tot overeenstemming gekomen met FC Twente om daar te gaan voetballen in de nieuwe Eredivisie. De KNVB was echter van mening dat Twente te sterk was ten opzichte van de overige eredivisieteams en besloot dat Karin Stevens naar Willem II moest en Pluim naar sc Heerenveen. Pluim was echter zo teleurgesteld in de gang van zaken dat ze besloot te stoppen met voetballen.
Pluim kwam later op haar besluit om te stoppen terug en ging alsnog naar Twente, ze trainde daar met de eerste selectie mee en speelde ook mee in de oefenwedstrijden. De KNVB zou gaandeweg het seizoen met een definitieve beslissing komen. In week 9 van 2008 kreeg ze te horen dat ze definitief niet bij Twente mocht spelen. Op maandag 3 maart 2008 vond er nog een gesprek plaats tussen Twente en de overige Eredivisieclubs, waarbij Twente een dringend beroep deed op de overige clubs om Pluim alsnog over te laten schrijven. De speelster ging zwaar gebukt gaan onder de situatie en Twente dreigde haar team uit de competitie te halen als er geen oplossing voor Pluim kwam.
Op 19 maart 2008 werd bekend dat Pluim uiteindelijk alsnog toestemming van de KNVB kreeg om te gaan spelen bij FC Twente. Op 27 maart 2008 kon ze eindelijk haar debuut voor FC Twente maken. In de met 0-2 gewonnen wedstrijd tegen SC Heerenveen was ze direct belangrijk met een assist op Sylvia Smit. Hoewel ze voor de comptetie wel speelgerechtigd was, mocht ze tijdens de KNVB beker niet in actie komen. Zodoende moest ze vanaf de zijlijn toekijken hoe haar teamgenoten in de finale van FC Utrecht wonnen.
In seizoen 2008/09 was ze in het begin aanvoerder vanwege een zware blessure van Marloes de Boer. Na zelf ook een blessure opgelopen te hebben verloor ze de band aan Anouk Dekker. Op 4 december 2008 maakte ze bekend per direct te stoppen met voetballen om zich helemaal op haar maatschappelijke carrière te gaan richten.

## Statistieken
| Seizoen | Club         | Land      | Competitie  | Wedstrijden | Doelpunten |
| ------- | ------------ | --------- | ----------- | ----------- | ---------- |
| 2003/04 | Be Quick '28 | Nederland | Hoofdklasse | -           | -          |
| 2004/05 | Be Quick '28 | Nederland | Hoofdklasse | -           | -          |
| 2005/06 | Be Quick '28 | Nederland | Hoofdklasse | -           | -          |
| 2006/07 | Be Quick '28 | Nederland | Hoofdklasse | -           | -          |
| 2007/08 | FC Twente    | Nederland | Eredivisie  | 5           | 0          |
| 2008/09 | FC Twente    | Nederland | Eredivisie  | 7           | 0          |